# Pauli Lehtinen
Pour les articles homonymes, voir Lehtinen.
Pauli Eino Olavi Lehtinen, né le 10 avril 1923 à Lappeenranta et mort le 8 avril 2017 à Hämeenlinna, est un architecte finlandais.

## Biographie
De 1944 à 1950, Pauli Lehtinen étudie l'architecture à l'école supérieure technique. 
De 1947 à 1982, Pauli Lehtinen est au service de la société SOK.
Pauli Lehtinen se spécialise principalement comme concepteur de grands magasins. Il en concevra 17 dans différentes régions de Finlande.
Il a aussi conçu des hôtels, des bâtiments commerciaux et des bâtiments industriels,.

## Ouvrages
- Uudenmaankatu 30 - Fredrikinkatu 33, Helsinki, 1961[3]
- Pieni Roobertinkatu 16 - Yrjönkatu 3, Helsinki, 1963[4]
- Hôtel Kimmel, Joensuu 1977[5]

- Grand magasin Sokos (fi), Kuopio, 1966
- Grand magasin Sokos (fi), Joensuu, 1968
- Hôtel Hesperia, Helsinki, 1972
- Hôtel Kuusamo, Kuusamo, 1973 [6]
- Hôtel Radisson SAS Oulu, 1973
- Grand magasin Sokos (fi), Tampere, 1974

- Hôtel Hamburger Börs (fi), Turku, 1979
- Grand magasin Sokos (fi), Tapiola, Espoo, 1979
- Grand magasin Sokos (fi), Hämeenlinna,
- Grand magasin Sokos, Kotka
- Grand magasin Sokos, Seinäjoki
- Grand magasin Sokos, Järvenpää
- Grand magasin Sokos, Savonlinna
- Grand magasin Osuuskauppa Imatra, Lapua, Kuusamo, Turenki et Vammala

## Galerie

### Hôtels

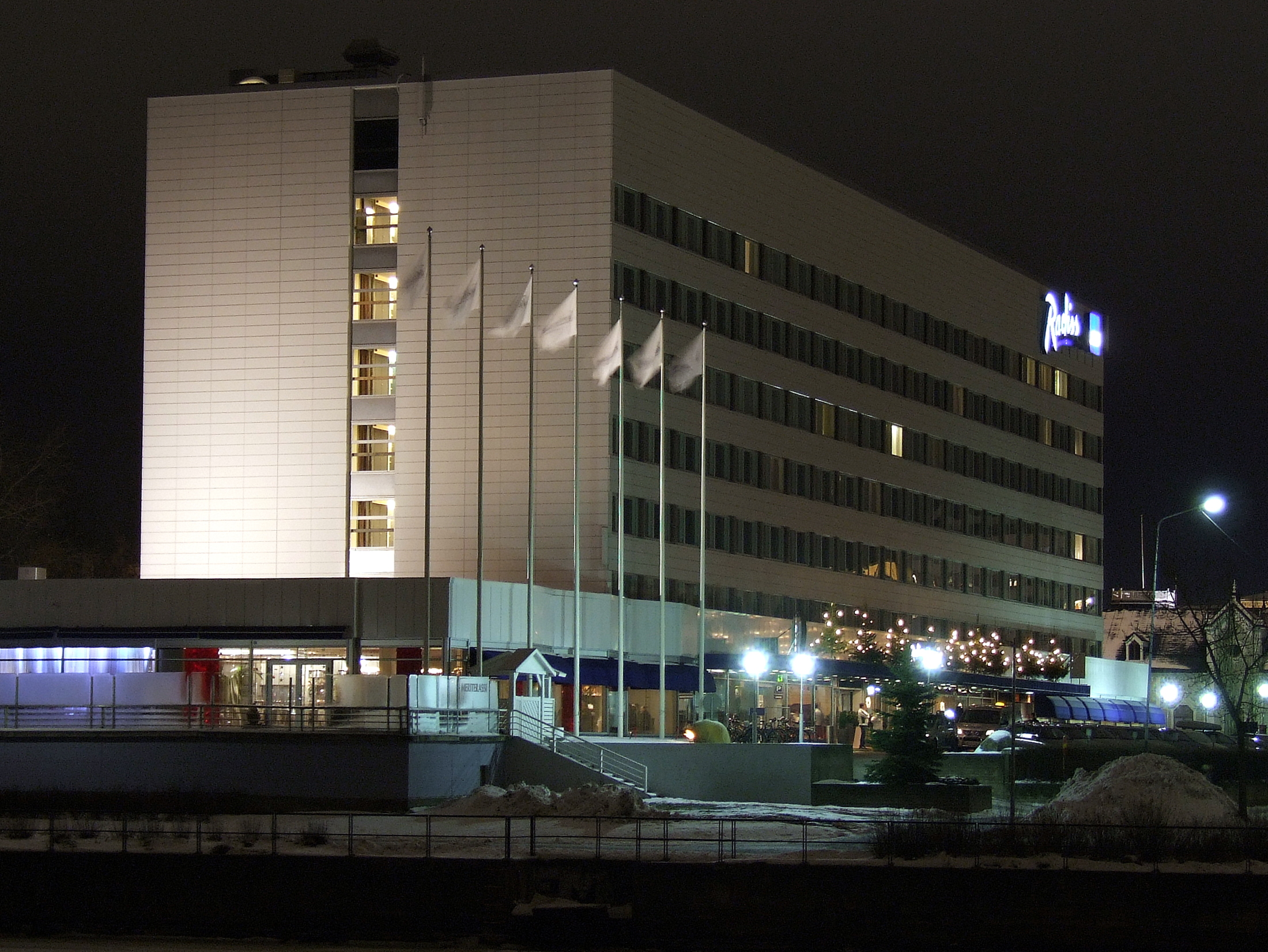
Hôtel Radisson SAS Oulu
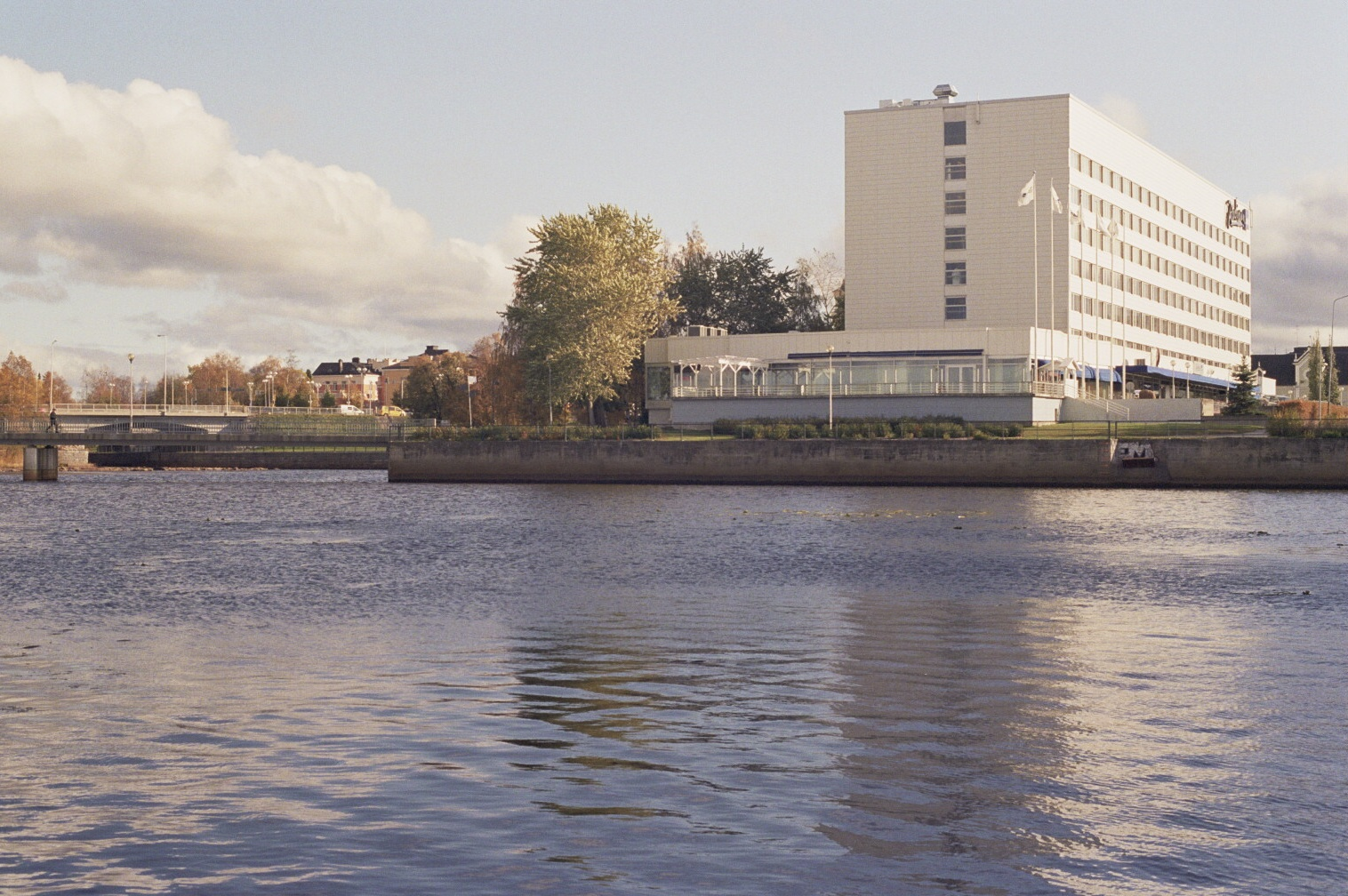
Hôtel Radisson SAS Oulu
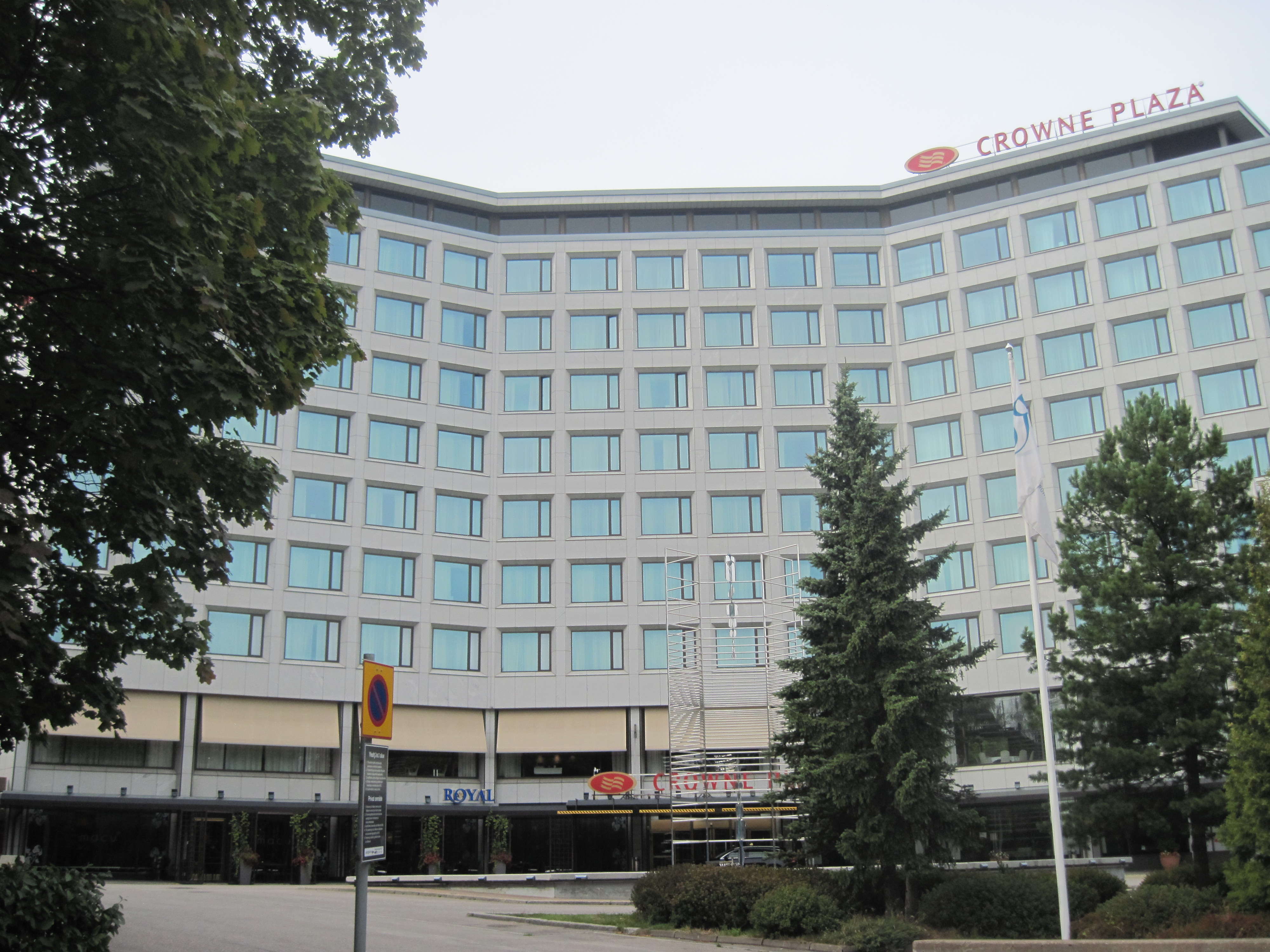
Hôtel Hesperia, Helsinki

### Grands magasins

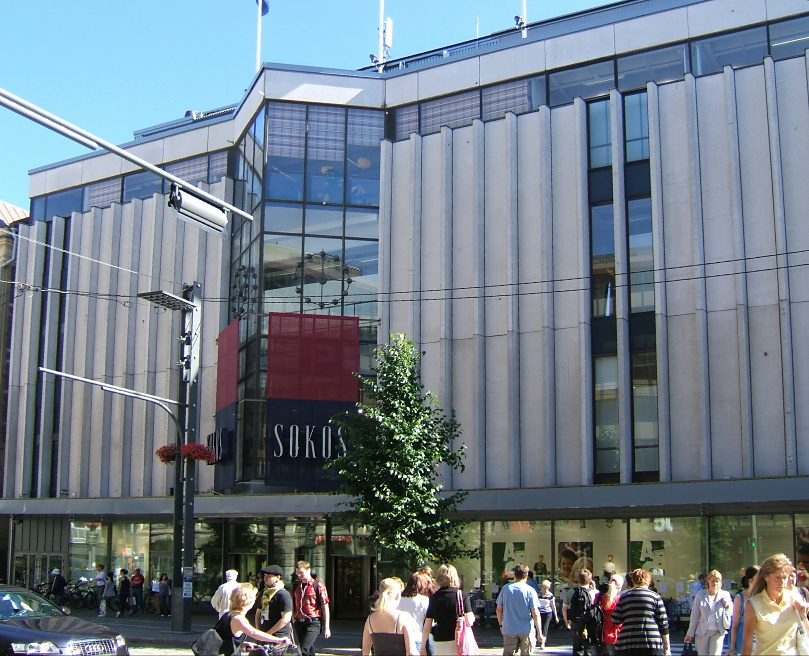
Grand magasin Sokos, Tampere
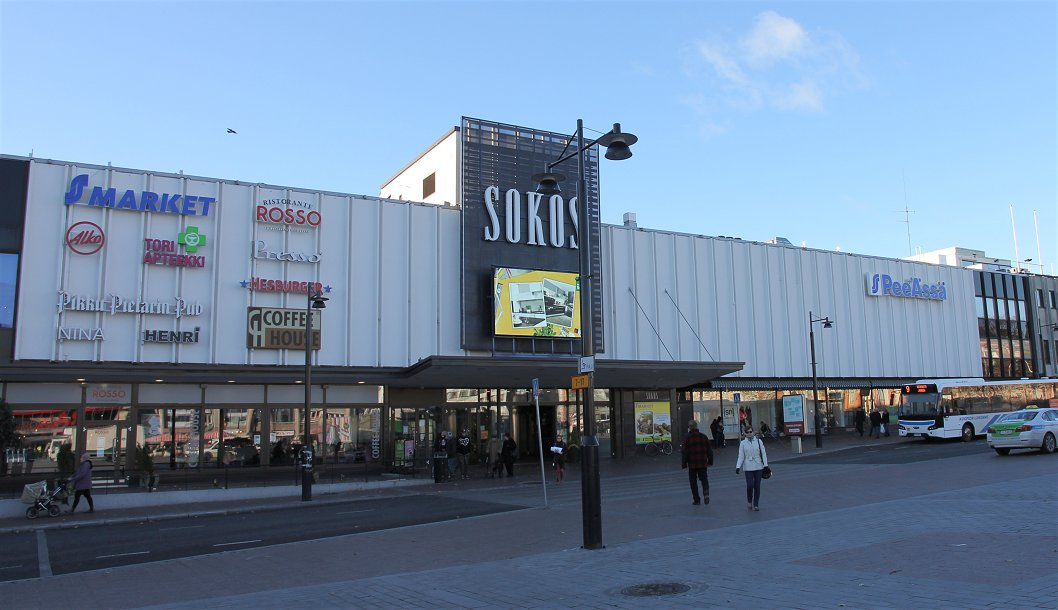
Grand magasin Sokos, Kuopio
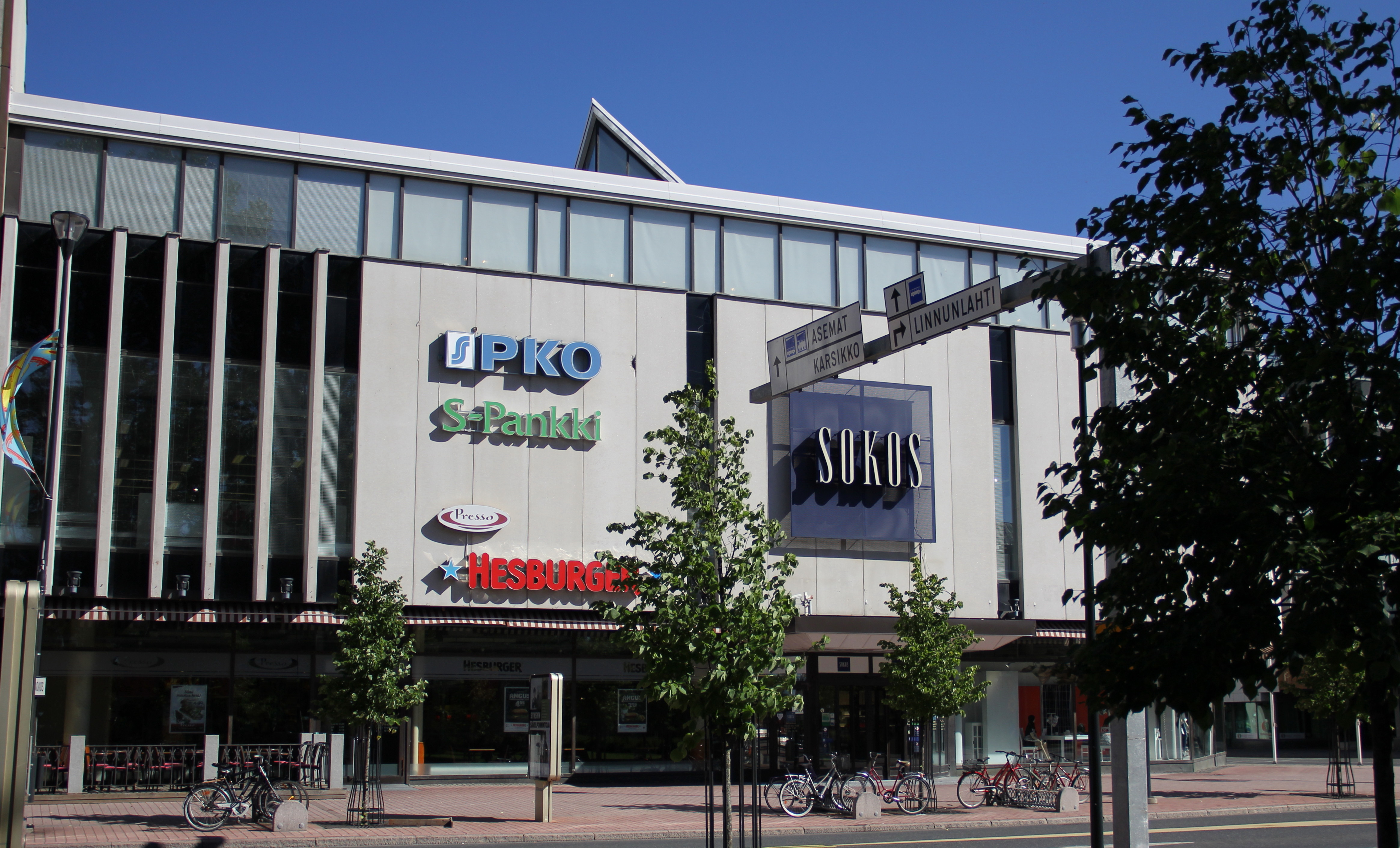
Grand magasin Sokos, Joensuu
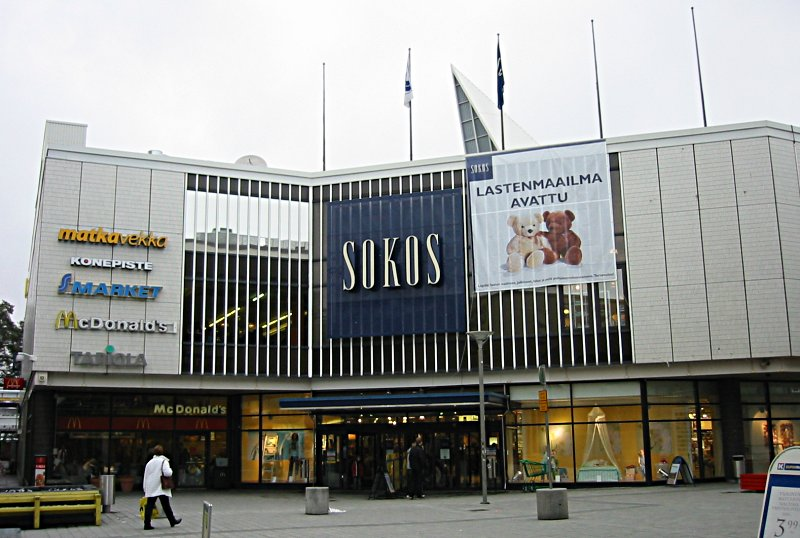
Grand magasin Sokos, Tapiola
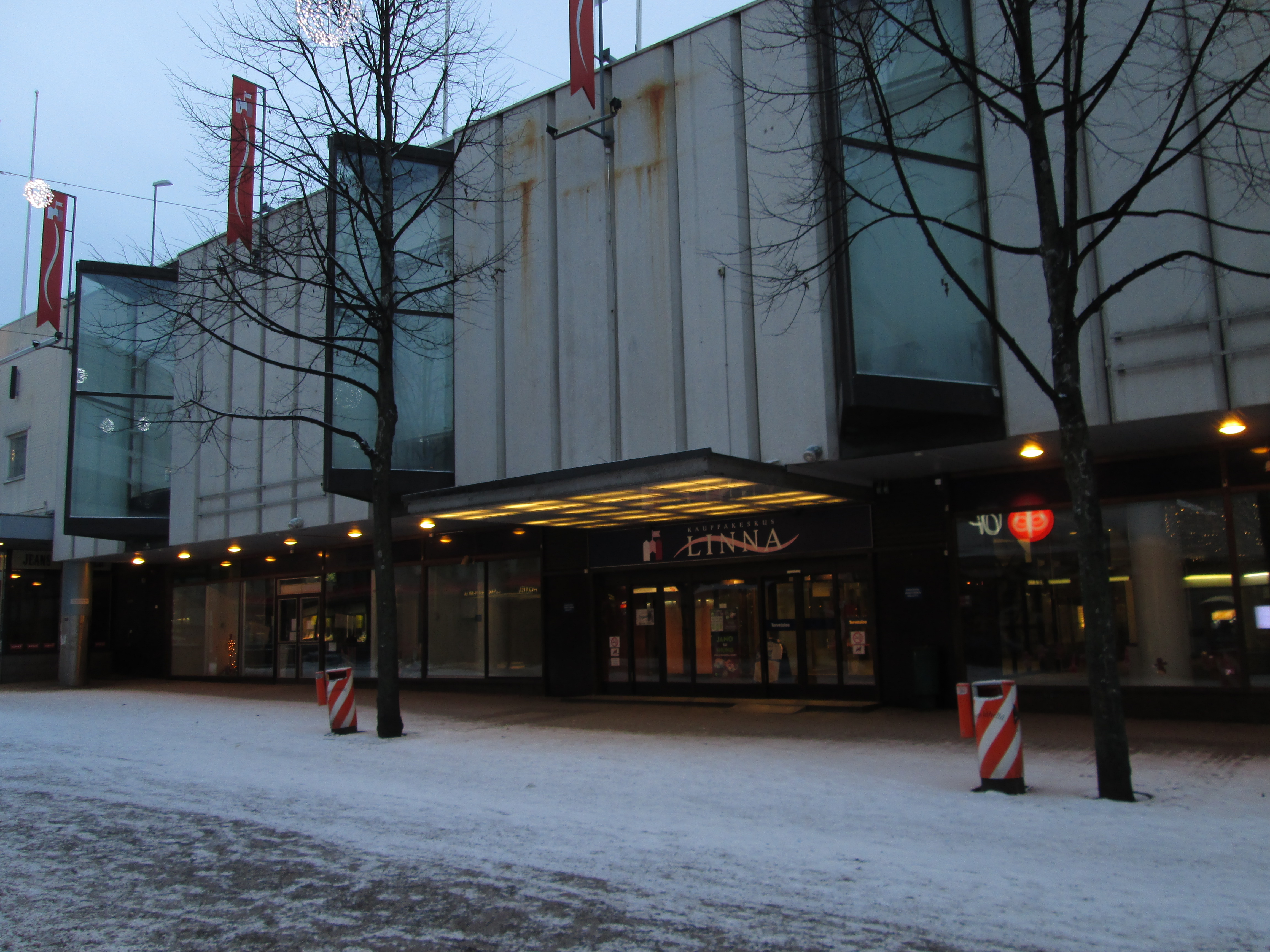
Grand magasin Sokos, Hämeenlinna